# 很嚴肅黨
很嚴肅黨（英語：Deadly Serious Party）一個在1980年代澳大利亚選舉中參選的政党。該黨由澳洲候選人創立，旨在嘲弄其他候選人。 其黨綱包括派遣一群殺手企鵝保護澳洲海岸線免受阿根廷入侵、實施年齡凍結，以及任命荒唐之人擔任所有重要職位。由於未達到規定的500名會員門檻，該黨於1988年11月2日被註銷。